# Teotônio Monteiro de Barros
Teotônio Maurício Monteiro de Barros Filho (Ribeirão Preto, 31 de dezembro de 1901 — São Paulo, 2 de setembro de 1974) foi um advogado, professor e político brasileiro.
Formou-se em direito pela Faculdade do Largo de São Francisco, na turma que colou grau em 1923. Após concurso, por decreto de 27 de novembro de 1941, foi nomeado lente catedrático de Ciência das Finanças e Direito Financeiro. Aposentou-se por ter atingido a idade compulsória em 1971. 
Exerceu o mandato de deputado federal constituinte por São Paulo em 1934 e foi ministro da Educação no Governo João Goulart, de 23 de janeiro a 18 de junho de 1963.